# Bellaspira pentagonalis
Bellaspira pentagonalis är en snäckart som först beskrevs av Dall 1889.  Bellaspira pentagonalis ingår i släktet Bellaspira och familjen Drilliidae. Inga underarter finns listade i Catalogue of Life.